# Hobie Cat

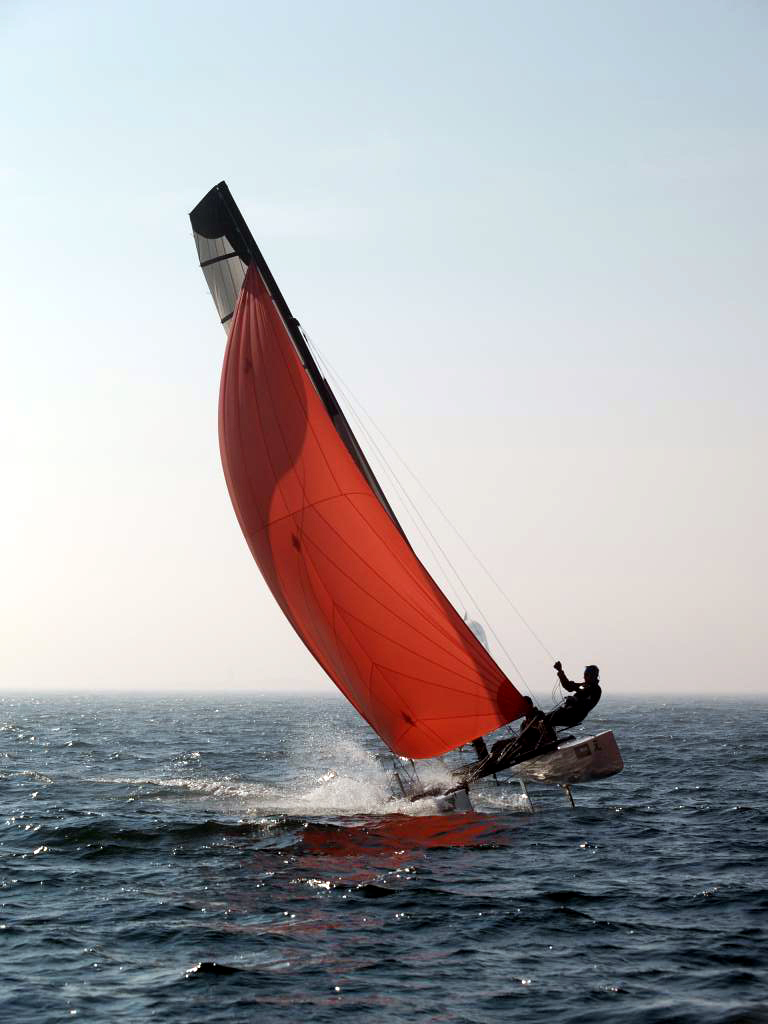
Hobie Cat Tiger

Hobie Cat är en amerikansk seglarkatamaran som tillverkas av Hobie Cat Company. Företaget började som tillverkare av surfbrädor i slutet av 1950-talet. Hobie är uppkallad efter företagets grundare Hobie Alter. Tillverkning av katamaraner och segelbåtar började i slutet av 1960-talet.
Idag sträcker sig Hobies sortiment från surfbrädor till katamaransegelbåtar till kajaker. Hobie har också utformat enskrovsbåtarna Hobie 33.